# Дамани
Даманите (на латински: Hyracoidea) са разред бозайници от инфраклас Плацентни. Това са малки до средни по размер растителноядни животни с тегло между 1,5 и 5 kg.

## Филогения
Според наличните фосилни и морфологични данни, даманите са най-близки до слоновете и ламантините. Съвременните генетични изследвания ги причисляват към групата Afrotheria, в която влизат още слоновете, ламантините, слоновите земеровки (Macroscelidea), видът Orycteropus afer (Orycteropodidae), семeйство Tenrecidae и златните къртици (Chrysochloridae). Даманите са били в своя разцвет преди около 36 млн. години, като в този период са съществували 7 рода, а размерите на животните са варирали от съизмерими на днешните видове до гиганти с големината на хипопотам. След началото на Миоцена (преди 25 млн. години) започва бурното развитие на чифтокопитните от семейство Кухороги (Bovidae), които изместват даманите към скалистите райони – единствените хабитати, незавладени от кухорогите.

## Таксономия
Разред Дамани включва само едно живо семейство Procaviidae (и едно изчезнало семейство Pliohyracidae) с 3 рода и 4 вида:
- Heterohyrax brucei (включва 25 подвида)
- Procavia capensis (включва 17 подвида)
- Dendrohyrax arboreus
- Dendrohyrax dorsalis

## Разпространение
Даманите са ендемични за Африка, с изключение на Heterohyrax brucei, който се среща също и в Синай и Procavia capensis, чийто ареал обхваща част от Арабския полуостров. Тези два вида са зависими от наличието на скални местности и планински скалисти райони и имат обширни ареали. Дървесните дамани (Dendrohyrax) се срещат предимно в гористи местности, но в алпийския пояс на Угандийските планини обитават и скални хабитати.

## Физиология
Съвременните дамани имат редица примитивни белези – пасат с кътниците, а не с резците си, ендотермията им е несъвършена, а краката и стъпалата са къси. Ушите са заоблени и малки, а опашката е рудиментарна. Стъпалата имат еластични и меки възглавнички, снабдени с голям брой потни жлези и не са подходящи за ровене. За сметка на това влажните стъпала са отлично приспособление за прилепване към скалната повърхност, като при бягане те се потят обилно и ефектът се засилва. Козината на скалните видове е по-къса, тъй като те обитават горещи области, докато при дървесните и планинските дамани тя е гъста и мека. Отделни косми имат специализирана осезателна функция и са значително по-дълги от останалите. Те вероятно служат за ориентация в тъмнината на скалните укрития.
Даманите имат несъвършена терморегулация и сравнително бавен метаболизъм за малките си размери. Телесната температура се поддържа основно чрез притискане на животните едно към друго, продължителна ниска активност или припичане на слънце. Въпреки че физиологията им позволява да оцеляват при изключително сухи условия и бедна на ценни вещества храна, даманите са зависими до голяма степен от укритията в хабитатите им, където се поддържа относително постоянна температура и влажност.
Храносмилателната система е сложна, с три отделни дяла за микробно смилане, преден стомах, сляпо черво и чифтни разклонения. Матката е двойна.
Tези животни не са преживни, но поради сложната си храносмилателна система преработват растителните влакна с висока ефективност, доближаваща се до тази на преживните. Това им позволява също така да оцеляват при поемане на минимално количество вода, както и да концентрират уреата до високи стойности и да отделят неразтворен калциев карбонат (CaCO3). Поради навика на даманите да уринират на определени места, там се формират натрупвания от CaCO3, които са били използвани в миналото като лекарство от някои южноафрикански племена и от европейските колониалисти.